# Púchov
Púchov is een Slowaakse gemeente in de regio Trenčín, en maakt deel uit van het district Púchov.
Púchov telt 18.675 inwoners.